# Њу Холанд (Пенсилванија)
Њу Холанд (енгл. New Holland) варошица је у америчкој савезној држави Пенсилванија.

## Демографија
По попису из 2010. године број становника је 5.378, што је 286 (5,6%) становника више него 2000. године.
| Група             | 2000.         | 2010.         |
| Белци             | 4.446 (87,3%) | 4.530 (84,2%) |
| Афроамериканци    | 52 (1,0%)     | 165 (3,1%)    |
| Азијати           | 219 (4,3%)    | 167 (3,1%)    |
| Хиспаноамериканци | 327 (6,4%)    | 439 (8,2%)    |
| Укупно            | 5.092         | 5.378         |